# The Hideous Sun Demon
The Hideous Sun Demon (uneori denumit ca The Sun Demon sau în Regatul Unit ca Blood on His Lips) este un film american științifico-fantastic de groază din 1959 scris, produs și regizat de Robert Clarke, care apare și în film. În rolurile principale joacă actorii Patricia Manning, Nan Peterson, Patrick Whyte și Fred La Porta. Filmul prezintă un om de știință (interpretat de Clarke) care este expus la un izotop radioactiv și care află în curând care sunt consecințele îngrozitoare ale acestei expuneri.
Filmul a fost inspirat de succesul financiar al The Astounding She-Monster în care Robert Clarke a jucat. Echipa tehnică a filmului a fost formată din studenții de la University of Southern California, iar distribuția filmului era fie necunoscută, fie formată din familia și prieteni ai lui Clarke. Filmul a fost turnat timp de 12 săptămâni consecutive și a fost realizat de trei directori de imagine diferiți. Inițial bugetul filmului a fost estimat la 10.000 de dolari, dar a ajuns la un total de cca. 50.000 $. The Hided Sun Demon a avut premiera la 29 august 1958 împreună cu filmul lui Roger Corman, Atacul crabilor monștri. Filmul a avut parte de recenzii majoritar negative la lansarea sa, dar a devenit un film idol cu timpul  și s-au făcut numeroase referiri la el, de asemenea a fost parodiat de mai multe ori. O continuare neautorizată, Wrath of the Sun Demon, a fost produsă de Donald F. Glut. Două versiuni redublate ale filmului original au fost lansate: comedia Hideous Sun Demon: Special Edition și What's Up, Hideous Sun Demon (cunoscut și ca Revenge of the Sun Demon), ultima fiind produsă fără permisiunea lui Clarke. 

## Prezentare
Cercetătorul Dr. Gilbert "Gil" McKenna (Clarke) este expus accidental la radiații în timpul unui experiment cu un nou izotop radioactiv și leșină. Acesta este dus într-un spital din apropiere. Doctorul Stern (Robert Garry) este surprins să afle că Gil nu prezintă semne de arsuri tipice expunerii la radiații timp de cinci minute și îi informează pe colegii lui Gil,  laboranta Ann Russell (Patricia Manning) și omul de știință Dr. Frederick Buckell (Patrick Whyte), că va ține pacientul sub observație timp de câteva zile.
Mai târziu, Gil este dus la  solarium pentru a beneficia de raze solare vindecătoare. În timp ce se îmbracă, se transformă într-o creatură reptiliană, îngrozind ceilalți pacienți.  Gil fuge și descoperă care este noua sa înfățișare. Stern îi anunță pe Ann și pe Dr. Buckell despre incident, teoretizând că expunerea la radiații a provocat o inversare a evoluției, transformându-l pe Gil într-o reptilă preistorică după expunerea la lumina soarelui. Stern sugerează că Gil își poate controla simptomele stând în întuneric și rămânând în spital, dar admite că pacientul nu poate fi ținut împotriva voinței sale.

## Actori
- Robert Clarke - Dr. Gilbert McKenna / The Sun Demon
- Patricia Manning - Ann Russell
- Nan Peterson - Trudy Osborne
- Patrick Whyte - Dr. Frderick Buckell
- Fred La Porta - Dr. Jacon Hoffman
- Peter Similuk -  George Messorio
- Bill Hampton  - Police Lt. Peterson
- Robert Garry - Dr. Stern
- Donna King -  Suzy's Mother
- Xandra Conkling - Suzy
- Del Courtney -  Radio DJ

## Vezi și
- Listă de filme SF de groază